# 3 Armia (Carstwo Bułgarii)
3 Armia (bułg. Трета армия) – bułgarski związek operacyjny okresu Trzeciego Carstwa z lat 1912–1945.

## Formowanie i działania

### Wojny bałkańskie
Napięte stosunki międzynarodowe na Bałkanach spowodowały, że car Bułgarii Ferdynand I 30 września 1912 ogłosił powszechną mobilizację. W jej ramach zorganizowana została między innymi 3 Armia pod dowództwem gen. lejt. Radko Dimitriewa. Licząca 94 884 żołnierzy 3 Armia rozwinęła się w II rzucie operacyjnym (za 1 Armią) w rejonie miasta Jamboł. Zadaniem armii było, wspólnie z 1 Armią, uderzyć na wojska tureckie w pasie pomiędzy Adrianopolem i Kırklareli w ogólnym kierunku na Konstantynopol.
30 maja 1913 został podpisany traktat pokojowy między Imperium Osmańskim a państwami bałkańskimi kończący I wojnę bałkańską. Nie zlikwidował on jednak napięcia na Bałkanach. Wśród niedawnych sojuszników z całą ostrością ujawniły się sprzeczności w kwestii podziału wyzwolonych terytoriów. Nie widząc innego sposobu jego rozwiązania, Bułgaria zdecydowała się zaatakować swoich dotychczasowych aliantów, a dowództwo Armii Polowej przystąpiło do mobilizacji wojsk i ich przerzutu na nowy teatr działań wojennych. Oddziały zajęły stanowiska kordonem wzdłuż linii rozgraniczającej pozycje wojsk greckich, serbskich i bułgarskich od wybrzeża Morza Egejskiego po Dunaj. 3 Armia gen. lejt. Dimitriewa znajdowała się w rejonie Sliwnica–Caribrod –Tryn. Miała ona prowadzić działania na północy w Macedonii Egejskiej w ogólnym kierunku na Pirot.

Operacja rozpoczęła się w nocy z 29 na 30 czerwca atakiem wojsk bułgarskich w Macedonii. Z powodu sprzecznych rozkazów i chaosu decyzyjnego działania 3 Armii przyjęły postać nieskoordynowanych akcji. Armia zanotowała jedynie niewielkie postępy. W kolejnych tygodniach sytuacja stawała się coraz cięższa i 21 lipca car Bułgarii poprosił króla Rumunii o pośrednictwo w sprawie jak najszybszego zawarcia pokoju. 30 lipca w Bukareszcie rozpoczęły się rokowania pokojowe, a dzień później weszło w życie zawieszenie broni.
Po podpisaniu pokoju w Bukareszcie, car Ferdynand I ogłosił demobilizację armii. Wykonując rozkaz o demobilizacji, w sierpniu 1913, rozformowano sztab armii.

### I wojna światowa
W świetle narastającego zagrożenia wojennego na początku lipca 1914 w sztabie Armii Bułgarskiej rozpoczęto prace nad uaktualnieniem planów mobilizacyjnych.
Po zmobilizowaniu, 3 Armia gen. lejt. Toszewa została rozmieszczona nad granicą z Rumunią, skoncentrowała się w rejonie: Ruszczuk – Razgrad – Warna, a jej zadaniem było obrona północnego odcinka granicy przed ewentualnym atakiem ze strony Rumunii.
Z chwilą wybuchu pierwszej wojny światowej, Rumunia początkowo ogłosiła neutralność, ale latem 1916 zdecydowała się przyłączyć do wojny po stronie państw sprzymierzonych. 27 sierpnia rząd rumuński wypowiedział wojnę Austro-Węgrom. Kilka dni później do wojny przeciwko Rumunii przystąpiły Niemcy, Imperium Osmańskie, a 1 września Bułgaria. Tym samym dla wojsk bułgarskich otwarty został drugi front.

Skoncentrowana na granicy z Bułgarią rumuńska 3 Armia ograniczyła się do działań obronnych, oczekując na przybycie oddziałów rosyjskich. Naprzeciw niej stała podporządkowana Grupie Armii „Mackensen” bułgarska 3 Armia gen. lejt. Stefana Toszewa. Obok 3 Armii bułgarskiej w skład GA wchodziły także niemiecka brygada piechoty i przybyły na początku października turecki VI Korpus. Ponadto na korzyść armii działały okręty austro-węgierskiej Flotylli Dunaju oraz niemiecki dywizjon rozpoznawczy, a także 1 eskadra ciężkich bombowców i dwa sterowce. W początkowym okresie dowódca 3 Armii miał do dyspozycji 4 Presławską DP, 1 Brygadę Piechoty z 1 Sofijskiej DP, Dywizję Kawalerii, kompanię balonową, załogę warneńskiego rejonu umocnionego i oddział niemiecko-bułgarski mjr. Kurta von Hammerstein-Equorda. W trakcie walk siły te zostały wzmocnione 6 Bdinską DP. W sumie liczyły one 61 batalionów piechoty, 54 baterie artylerii i 26 szwadronów kawalerii.
Na przełomie sierpnia i września 1916 dowódca GA „Mackensen” opracował plan działania, zgodnie z którym podległe mu formacje miały zapewnić obronę linii Dunaju, a częścią sił rozbić wojska rumuńskie w Dobrudży. Realizując ten plan, gen. Toszew zdecydował zaatakować siłami 4 Presławskiej DP i 1 BP ze składu 1 Sofijskiej DP twierdzę w Tutrakanie i w Silistrze. Pozostałe siły jego armii miały prowadzić natarcie czołowe w kierunku północno-wschodnim tak, aby jak najszybciej opanować obszar położony pomiędzy Dunajem a wybrzeżem Morza Czarnego.

2 września 1 Dywizja Kawalerii gen. lejt. Iwana Kolewa wkroczyła do Dobrudży. Jeszcze tego samego dnia został zdobyty Kurtbunar. Dzień później kawaleria bułgarska odniosła kolejne zwycięstwo w starciu pod Karapelit. 4 września 8 Primorski pułk piechoty zajął Dobricz. Wkrótce pod miasto podeszły oddziały rosyjskie, które podjęły próbę jego odbicia. Mimo znacznej przewagi Rosjan, miasto udało się obronić. Niemałą zasługę w tym sukcesie miała 1 DK, która zaatakowała skrzydło nacierających wojsk rosyjskich. Trzydniowa bitwa zyskała w bułgarskiej historiografii miano „Dobrickiej epopei”.
W tym czasie 4 Preslawska DP i 1 BP z 1 Sofijskiej DP podeszły do twierdzy w Tutrakanie i 5 września uderzyły na rumuńskie pozycje. Główne uderzenie wykonano na wysokości V i VI fortu. O 13.30 Bułgarzy opanowali pierwszy fort, wkrótce potem drugi, a następnie dwa kolejne. Rankiem 6 września oddziały bułgarskie wznowiły natarcie i opanowały drugą linię rumuńskiej obrony. Do niewoli wzięto 480 oficerów i 25 000 żołnierzy rumuńskich.
W wyniku poniesionych niepowodzeń pod Dobriczem i Tutrakanem wojska rosyjsko-rumuńskie wycofały się na przygotowaną zawczasu linię obrony – tak zwaną „pozycję kubadinską”. Podążająca za nimi 3 Armia podjęła w dniach 17–19 września próbę jej przełamania z marszu. Natarcie zakończyło się niepowodzeniem. 19 października o 6.30 oddziały 3 Armii podjęły drugą próbę opanowania umocnień pozycji kubadinskiej. Od wschodu nacierała grupa dowodzona przez gen. mjr. Todora Dymitrowa Kantardżijewa w składzie: 1 DK, niemiecka 217 DP, Brygada „Bode” oraz jednostki warneńskiego umocnionego punktu i Brygada Piechoty z 6 Bdinskiej DP. Od zachodu natarcie prowadziła grupa pod dowództwem gen. Toszewa, który dysponował: 4 Presławską DP, IV Korpusem tureckim i 1 Sofijską DP. 21 października natarcie zakończyło się sukcesem.
Pomimo uzyskanego powodzenia, na skutek pogłębiających się rozbieżności między feldmarszałkiem von Mackensenem a gen. Toszewem co do sposobu prowadzenia działań, doszło do zmiany dowódcy 3 Armii. Stanowisko to zajął gen. mjr Stefan Nerezow.
W następnych dniach oddziały Państw Centralnych kontynuowały natarcie na północ. W związku z przygotowywaną operacją zaczepną, której celem było zdobycie Bukaresztu, 27 października natarcie zostało jednak zatrzymane na linii Bonasczik nad Dunajem – jezioro Taşaul. Z tego też powodu część jednostek 3 Armii została przerzucona na zachodni odcinek frontu w rejon Swisztowa.
W celu zdobycia stolicy Rumunii został sformowany LII Korpus (Armia Dunaju) pod dowództwem gen. piech. Roberta Koscha. W jego skład weszły między innymi 1 Sofijska i 12 DP. Oddziały bułgarskie wystawiły w składzie Armii Dunaju 33 bataliony piechoty, 32 baterie artylerii i sześć szwadronów kawalerii.
23 listopada LII Korpus sforsował Dunaj pod Swisztowem i zmusił wojska rosyjsko-rumuńskie do wycofania się na linię rzeki Ardżesz. Stąd, rankiem 1 grudnia, wyszło rumuńskie uderzenie na walczącą na lewym skrzydle 12 Dywizję Piechoty. Dzięki przeprowadzonemu pozostałymi siłami Armii „Dunajskiej” kontratakowi, oddziały rumuńskie zostały ostatecznie pobite i zmuszone do odwrotu, a 6 grudnia Rumuni oddali swoją stolicę bez walki. W następnych dniach oddziały Armii „Dunajskiej” kontynuowały marsz w kierunku Braiła – Fokszany – Panciu.
Pozostająca po drugiej stronie Dunaju 3 Armia bułgarska prowadziła w tym czasie walki obronne w Dobrudży, a 15 grudnia także ona przeszła do ofensywy. Wzmocnione 47 pułkiem piechoty przerzuconym z Frontu Salonickiego i oddziałami tureckimi wojska bułgarskie 22 grudnia zajęły Tulczę i Sulinę, przejmując tym samym pełną kontrolę nad deltą Dunaju.
Postępy wojsk Państw Centralnych na Wołoszczyźnie zmusiły oddziały rosyjskie i rumuńskie do wycofania się na północ. W styczniu 1917 jednostki 3 Armii opanowały całą północną Dobrudżę i przeszły do działań obronnych. Na froncie rumuńskim przez cały rok trwały tylko walki pozycyjne. 9 grudnia w Fokszanach został zawarty rozejm między Państwami Centralnymi z jednej strony a Rumunią i delegatami z jednostek armii rosyjskiej z drugiej. Oznaczało to praktycznie zakończenie działań na tym kierunku strategicznym.

## Struktura organizacyjna
Stan w październiku 1912:
- dowództwo armii
- 4 Presławska Dywizja Piechoty,
- 5 Dunajska Dywizja Piechoty,
- 9 Plewneńska Dywizja Piechoty,
- 3 Brygada Kawalerii,
- 3 dywizjon artylerii haubic.

Stan w czerwcu 1913:
- dowództwo armii,
- 1 Sofijska Dywizja Piechoty (bez BP),
- 13 Dywizja Piechoty,
- Dywizja Kawalerii.

Stan we wrześniu 1915:
- dowództwo armii – gen. lejt. Stefan Toszew
- 4 Presławska Dywizja Piechoty,
- 5 Dunajska Dywizja Piechoty,
- 3 Brygada Kawalerii,
- 2 pułk artylerii ciężkiej,
- 7 pułk kawalerii,
- 4. i 5 pułk łączności przewodowej,
- trzy bataliony straży granicznej,
- szwadron żandarmerii,
- kompania kolarzy,
- 3 armijny park telegraficzny,
- oddział reflektorów,
- oddział samochodowy,
- siły zgromadzone w umocnionych punktach: Szumen, Ruszczuk, Warna, Razgrad i garnizonach Gigen, Somowit, Nikopol, Swisztow i Burgas.

Łącznie 3 Armia posiadała: 44 bataliony piechoty, 46 baterii artylerii i 15 szwadronów kawalerii. Razem było to: 2150 oficerów i 90 627 podoficerów i szeregowych.